# 22. junij
22. junij je 173. dan leta (174. v prestopnih letih) v gregorijanskem koledarju. Ostaja še 192 dni.

## Dogodki
- 168 pr. n. št. – Rimljani pod vodstvom Lucija Aemilija Paula v bitki pri Pydni premagajo in zajamejo makedonskega kralja Perzeja, konec tretje makedonske vojne
- 1593 – slovenske in hrvaške enote pri Sisku premagajo Turke
- 1825 – britanski parlament odpravi fevdalizem v severnoameriških kolonijah
- 1846 – belgijski izdelovalec glasbil Adolphe Sax patentira saksofon
- 1898 – ameriški marinci se izkrcajo na Kubi
- 1933 – v Tretjem rajhu prepovejo delovanje Socialdemokratske stranke Nemčije
- 1937 – Camille Chautemps postane francoski predsednik vlade
- 1940 – Francija podpiše kapitulacijo Nemčiji
- 1941 –
  - Nemčija napade Sovjetsko zvezo
  - ustanovljeno slovensko glavno vojaško poveljstvo partizanskih enot
  - pri Sisku ustanovljene prve hrvaške protifašistične (partizanske) enote
- 1944 – začetek operacije Bagration - sovjetske ofenzive v Belorusiji
- 1962 – v strmoglavljenju francoskega Boeinga 707 na otoku Guadeloupe izgubi življenje 113 ljudi
- 1963 – Pavel VI. postane papež
- 1973 – Leonid Brežnjev med obiskom ZDA podpiše dogovor o preprečevanju atomske vojne z medsebojnim dogovarjanjem
- 1976 – kanadski parlament odpravi smrtno kazen
- 2002 – potres v zahodnem Iranu zahteva 261 smrtnih žrtev

## Rojstva
- 1466 – Marino Sanudo, italijanski (beneški) zgodovinar († 1536)
- 1735 – John Millar, škotski pravnik, zgodovinar in filozof († 1801)
- 1738 – Jacques Delille, francoski pesnik († 1813)
- 1757 – George Vancouver, britanski raziskovalec († 1798)
- 1767 – Karl Wilhelm von Humboldt, nemški filozof, jezikoslovec, diplomat († 1835)
- 1792 – James Beaumont Neilson, škotski izumitelj († 1865)
- 1805 – Giuseppe Mazzini, italijanski politik, revolucionar († 1872)
- 1837 – Paul Charles Morphy, ameriški šahist († 1884)
- 1850 – Ignace Goldziher, madžarski judovski orientalist in zgodovinar († 1921)
- 1856 – sir Henry Rider Haggard, angleški pisatelj († 1925)
- 1864 – Hermann Minkowski, nemški matematik, fizik († 1909)
- 1873 – Filippo Silvestri, italijanski entomolog († 1949)
- 1885 – Milan Vidmar, slovenski elektrotehnik, šahist, filozof, pisatelj († 1962)
- 1887 – sir Julian Sorell Huxley, angleški biolog, filozof, pisatelj († 1975)
- 1898 – Erich Maria Remarque, nemški pisatelj († 1970)
- 1901 – Sergej Vladimirovič Obrazcov, ruski lutkar († 1992)
- 1903 – John Dillinger, ameriški bančni ropar († 1934) (možen datum rojstva tudi 28. junij)
- 1906 –
  - Anne Morrow Lindbergh, ameriška letalka, pisateljica († 2001)
  - Billy Wilder, ameriški filmski režiser nemškega rodu († 2002)
- 1928 – Alfred M. Gray mlajši, ameriški general
- 1930 – Jurij Petrovič Artjuhin, ruski kozmonavt († 1998)
- 1936 – Kris Kristofferson, ameriški glasbenik
- 1948 – Todd Rundgren, ameriški glasbenik
- 1949 – Meryl Streep, ameriška filmska igralka
- 1953 – Cyndi Lauper, ameriška pevka
- 1956 – Milan Jazbec, slovenski diplomat in politik, univerzitetni profesor, pisatelj
- 1959 – Bojan Umek, slovenski dramski igralec

## Smrti
- 207 pr. n. št. – Hasdrubal Barka, kartažanski general in Hanibalov brat (* 245 pr. n. št.)
- 431 – sveti Pavlin iz Nole, znan kot Pontius Meropius Anicius Paulinus, rimski pesnik, svetnik (* 354)
- 1101 – Roger I., sicilski grof (* 1031)
- 1276 – papež Inocenc V. (* 1225)
- 1343 – Ajmon Savojski, grof Savoje (* 1291)
- 1429 – Gijasedin al-Kaši, tatarski astronom, matematik (* 1370)
- 1691 – Sulejman II.,  sultan Osmanskega cesarstva  (* 1642)
- 1885 – Mohamed Ahmed ibn as Said Abd Alah - Al Mahdi, sudanski fakir, muslimanski voditelj (* 1844)
- 1906 – Fritz Richard Schaudinn, nemški zoolog, mikrobiolog (* 1871)
- 1936 – Moritz Schlick, nemški filozof (* 1882)
- 1969 – Judy Garland, ameriška filmska igralka (* 1922)
- 1974 – Darius Milhaud, francoski skladatelj (* 1892)
- 1987 – Fred Astaire, ameriški pevec, plesalec, filmski igralec (* 1899)
- 1997 – Gérard Pelletier, kanadski novinar, politik, diplomat (* 1919)
- 2003 – Vasil Uladzimiravič Bikau, beloruski pisatelj (* 1924)
- 2004 – Thomas Gold, avstrijsko-ameriški astronom, astrofizik, kozmolog (* 1920)

## Prazniki in obredi
- Hrvaška – dan boja proti fašizmu
- dan rodu zvez Slovenske vojske